# Tillandsia cotagaitensis
Tillandsia cotagaitensis är en gräsväxtart som beskrevs av Lieselotte Hromadnik. Tillandsia cotagaitensis ingår i släktet Tillandsia och familjen Bromeliaceae. Inga underarter finns listade i Catalogue of Life.